# Thamnosara
Thamnosara är ett släkte av fjärilar. Thamnosara ingår i familjen praktmalar, Oecophoridae.
Kladogram enligt Catalogue of Life:
| Thamnosara | \| \| Thamnosara chirista \| \| \| \| \| \| Thamnosara sublitella \| \| \| \| |
|            | \| \| Thamnosara chirista \| \| \| \| \| \| Thamnosara sublitella \| \| \| \| |
|            | Thamnosara chirista                                                           |
|            |                                                                               |
|            | Thamnosara sublitella                                                         |
|            |                                                                               |